# Zvočno onesnaževanje
Zvočno onesnaževanje (ali onesnaževanje okolja s hrupom) je neprijeten človeški, živalski ali strojno ustvarjen zvok, ki moti določeno dejavnost ali ravnovesje človeškega ali živalskega sveta. Angleška beseda noise (hrup, zvok) izvira iz latinske besede nouseas, kar pomeni morska bolezen.
V svetovnem pogledu večina zunanjega hrupa izvira iz konstrukcijskih in transportnih sistemov, vključno s hrupom, ki ga povzročajo motorna vozila, letala in železnice. Pomanjkljivo urbanistično načrtovanje s postavljanjem industrijskih in stanovanjskih stavb v majhni oddaljenosti lahko dodatno povzroči zvočno onesnaževanje v stanovanjskih četrtih.
Viri zunanjega in notranjega onesnaževanja okolja so: avtomobilski alarmi, sirene rešilnih vozil, mehanična oprema, požarni alarmi, zračne trobente, oprema za košnjo trave, pasji lajež, razne naprave, brnenje svetilk, megafoni in glasni ljudje.

## Učinki

### Človeško zdravje
Učinki zvočnega onesnaževanja na zdravje so tako zdravstvene, kot tudi vedenjske narave. Nezaželen zvok imenujemo hrup. Ta  zvok lahko povzroči fiziološke in psihološke zdravstvene probleme. Zvočno onesnaževanje okolja lahko povzroči nejevoljo in jezo, hipertenzijo, stres, slušne motnje, izgubo sluha, motnje v spanju in druge moteče učinke. Poleg tega, sta stres in hipertenzija poglavitna vzroka za nastanek ostalih zdravstvenih problemov, medtem ko slušne motnje lahko vodijo do pozabljanja, resnih depresij in občasno tudi do napadov panike.
Pogosta izpostavitev hrupu lahko povzroči tudi izgubo sluha. Starejši moški, izpostavljeni značilnemu hrupu, na delovnem mestu so pokazali pomembno zmanjšano slušno občutljivost, kot njihovi kolegi, ki temu hrupu niso bili izpostavljeni. Kljub temu je potrebno dodati, da so se spremembe med obema skupinama v slušni občutljivosti zmanjševale s časom, in postale zanemarljive, ko so moški dosegli 79 let. Primerjava pripadnikov plemena Maab, ki so bili neznatno izpostavljeni transportnemu in industrijskemu hrupu, s tipično populacijo Združenih držav je pokazala, da pogosta izpostavitev zmerno visokim stopnjam hrupa prispeva k izgubi sluha.
Visoke stopnje hrupa lahko povzročijo kardiovaskularne učinke, medtem ko izpostavitev zmernim stopnjam hrupa med osem-urnim delovnikom statistično dokazano povzroča povišan krvni pritisk (iz 5 na 10 točk) in povečan stres, ter vaskularizacijo, kar vodi do povišanega krvnega pritiska, kot tudi do povečanja verjetnosti za nastanek koronarne arterijske bolezni.
Zvočno onesnaževanje je tudi vzrok za nejevoljo. V študiji iz leta 2005 so španski raziskovalci ugotovili, da so prebivalci stanovanjskih naselij pripravljeni plačati približno štiri eure na decibel na leto, za zmanjšanje zvočnega onesnaževanja.

### Okolje
Zvok ima tudi škodljiv vpliv na živali s povzročanjem stresa, povečevanjem tveganja smrti, s spreminjanjem delikatnega razmerja med odkrivanjem in izogibom plenilca/plen, ter z vmešavanjem v živalski zvočni sistem komuniciranja, predvsem pa v odnosu do reprodukcije orientiranosti v prostoru. Pretirana izpostavljenost hrupu lahko vodi do začasne ali stalne izgube sluha.
Vpliv hrupa na življenje živali se kaže v zmanjšanju uporabnega življenjskega habitata, ki ga hrupna okolja lahko povzročijo, in kar lahko v primeru ogroženih vrst vodi do izumrtja. Zvočno onesnaževanje je povzročilo smrt določenih vrst kitov, ki so se preselili na plažo, da bi se izognili glasnim vojaškim zvokom sonarjev.
Hrup tudi povzroči, da določene živalske vrste komunicirajo glasneje, kar imenujemo Lombardov učinek. Raziskovalci so s pomočjo eksperimentov dokazali, da je oglašanje kitov daljše in močnejše, kadar so vključeni detektorji podmornic. Če živalska bitja ne "govorijo" dovolj glasno, bo njihov glas zamaskiran z antropogenskimi zvoki. Ti neslišni zvoki so lahko opozorila, ulovitev plena,...
Ko bo določena živalska vrsta začela govoriti glasneje, bo zamaskirala glasove drugih živalskih vrst in tako povzročila, da bo ves ekosistem postopoma začel govoriti glasneje.
Za ptičjo vrsto taščice je bolj verjetno ,da poje ponoči na tistih območjih, ki so čez dan visoko zvočno onesnažena. Iz tega lahko sklepamo, da poje ponoči, ker je takrat bolj tiho in se njihova sporočila lahko širijo bolj jasno. Ista študija je tudi pokazala, da je dnevna stopnja hrupa močnejši napovedovalec nočnega petja ,kot pa nočna svetilna onesnaženost, katera je pogosto predlagana kot vzrok za nočno petje.
Ptičja vrsta avstralski zebrasti ščinkavec postane manj zvesta svojim partnerjem, ko je izpostavljena prometnemu hrupu. To bi lahko spremenilo razvoj populacije z izbiranjem značilnosti, virov telesnih tekočin, navadno posvečenih drugim aktivnostim in tako vodijo do velikih genetskih in evolucijskih posledic.

## Učinek v Veliki Britaniji
Številke predstavljene s strani Rockwool-a, podjetja, ki proizvaja stekleno volno, in grajene na osnovi odgovorov lokalnih oblasti po Zakonu o svobodi informacij (t. i. Freedom of Information Act) so pokazale, da so v obdobju od aprila 2008 do aprila 2009 občinski sveti prejeli 315.838 pritožb glede zvočnega onesnaževanja okolja. To je vodilo v naslednje posledice: okoljsko-zdravstveni uradniki so v Združenem kraljestvu v okviru zakona o Anti-socialnem vedenju dodatno vpeljali 8069 opozoril, ki se nanašajo na zvočno onesnaževanje. V zadnjih dvanajstih mesecih je bilo avtoriziranih 524 zaplemb, kot npr. močnih zvočnikov, stereo naprav ali televizijskih sprejemnikov. Občinski svet v Westminstru je prejel kar 9814 pritožb glede hrupa, kar je največ pritožb na prebivalca v celotni Angliji. To je kar 42,32 pritožb na tisoč prebivalcev. Kar osem izmed desetih področij, rangiranih glede na število pritožb na tisoč prebivalcev, se nahaja v Londonu.

## Ublažitev in kontrola zvočnega onesnaževanja
Tehnologija, ki bi ublažila ali odstranila hrup je naslednja:
Za zmanjšanje hrupa na cesti lahko uporabimo številne strategije kot npr: uporaba zvočnih ovir, omejitev hitrosti vozil, spremembe v teksturi asfalta, omejitve za težka vozila, uporaba prometnih kontrol, ki bi zmanjšale zaviranje in pospeševanje, ter oblikovanje pnevmatik. Pomemben dejavnik pri uveljavitvi teh strategij je računalniški model za cestni hrup, ki lahko spremlja lokalno topografijo, meteorologijo, prometne operacije in hipotetično ublažitev hrupa. Stroški vgradnje takega modela so lahko nizki, pod pogojem da iščemo rešitve že v fazi planiranja cestne povezave.
Hrup letal je lahko zmanjšan do določene mere z oblikovanjem tišjih motorjev, kar je bilo v središču pozornosti že v letih 1970 in 1980. Ta strategija je prinesla omejeno, vendar opazno znižanje zračnega onesnaževanja. Spreminjanje poti letov in časov v dnevu, ko letala vzletajo in pristajajo, je prineslo pozitivne posledice za prebivalce v bližini letališč. Programi izolacije sponzorirani s strani FAA (začetek v letu 1970) so uspešno zmanjšali notranji hrup v tisočih prebivališčih po celi Ameriki.
Izpostavljenost delavcev hrupu na delovnem mestu je proučevana od leta 1930. Spremembe vključujejo ponovno oblikovanje industrijske opreme in fizičnih ovir na delovnem mestu.
Nacionalna organizacija Noise Free America, ki se bori proti zvočnemu onesnaževanju, redno lobira za vpeljavo predpisov glede hrupa na vseh vladnih ravneh.

## Pravni vidik
Do leta 1970 so vlade na hrup gledale kot na nekakšno "nadlogo" in ne kot na okoljski problem. V ZDA obstajajo federalni standardi za omejevanje hrupa na cesti in v zraku, države in lokalne vlade pa imajo navadno zelo specifične statute glede gradnje hiš, urbanega planiranja in razvoja cest. V Kanadi in EU (Evropska unija) lahko tudi najdemo nekaj nacionalnih, provincionalnih ali državnih zakonov, ki ščitijo okolje pred zvočnim onesnaževanjem.
Zakoni in predpisi o hrupu se močno razlikujejo med občinami in v nekaterih mestih celo ne obstajajo. Predpis lahko vključuje splošno prepoved o povzročanju hrupa, ki moti, ali pa določi specifična pravila za dovoljeno stopnjo zvoka v določenem delu dneva in za določeno aktivnost.
Dr. Paul Herman je napisal prve kodekse o preprečevanju hrupa v letu 1975 za mesto Portland v zvezni državi Oregon s pomočjo finančnih sredstev EPA-e (Agencija za zaščito okolja) in HUD-a (Urbani razvoj in razvoj naselij). Portlandski kodeks je postal osnova za večino predpisov na področju Amerike in Kanade.
Večina mestnih predpisov prepoveduje zvok, ki prekorači določeno mejo, navadno med deseto uro zvečer in šesto uro zjutraj. Podnevi je ta zvočni prag nekoliko višji. Kakorkoli že, uveljavitev teh predpisov ima v praksi tudi pomanjkljivosti, saj veliko število mestnih občin ne spremlja števila pritožb. Tudi ko občina ima službo, ki skrbi za zadeve povezane z zvočnim onesnaževanjem, je najverjetneje ta pripravljena le izdajati opozorila, saj je sodno preganjanje kršiteljev povezano z visokimi stroški.
Pomembna izjema temu pravilu je mesto Portland, ki je svoje prebivalce zaščitilo pred hrupom z izdajanjem tudi do 5000 dolarjev visokih kazni kršiteljem, z možnostjo kaznovati istega povzročitelja hrupa tudi večkrat v istem dnevu.
Številni konflikti glede zvočnega onesnaževanja so rešeni s pomočjo pogajanj med povzročiteljem in oškodovancem. Ti postopki se razlikujejo od države do države in lahko vključujejo tudi aktivnosti povezane z lokalnimi skupnostmi, natančneje z policijo. Zvočno onesnaževanje navadno ne preneha, saj le pet do deset odstotkov ljudi, ki je izpostavljenih hrupu, poda formalno pritožbo. Številni ljudje pa se ne zavedajo njihovih pravnih pravic do tišine ali pa ne vedo, kako podati pritožbo.